# Station La Pauline-Hyères
Station La Pauline Hyères is een spoorwegstation in de Franse gemeente La Garde.